# 2013-as Formula–1 szingapúri nagydíj
A szingapúri nagydíj volt a 2013-as Formula–1 világbajnokság tizenharmadik futama, amelyet 2013. szeptember 20. és szeptember 22. között rendeztek meg a Singapore Street Circuit-en, Szingapúrban.

## Szabadedzések

### Első szabadedzés
A szingapúri nagydíj első szabadedzését szeptember 20-án, pénteken este tartották.
| helyezés | versenyző           | csapat/motor         | elért idő | különbség | futott kör |
| -------- | ------------------- | -------------------- | --------- | --------- | ---------- |
| 1        | Lewis Hamilton      | Mercedes             | 1:47,055  | -         | 20         |
| 2        | Mark Webber         | Red Bull-Renault     | 1:47,420  | +0,365    | 20         |
| 3        | Sebastian Vettel    | Red Bull-Renault     | 1:47,885  | +0,830    | 19         |
| 4        | Nico Rosberg        | Mercedes             | 1:48,239  | +1,184    | 23         |
| 5        | Kimi Räikkönen      | Lotus-Renault        | 1:48,354  | +1,299    | 18         |
| 6        | Romain Grosjean     | Lotus-Renault        | 1:48,355  | +1,300    | 12         |
| 7        | Fernando Alonso     | Ferrari              | 1:48,362  | +1,307    | 21         |
| 8        | Sergio Pérez        | McLaren-Mercedes     | 1:49,267  | +2,212    | 20         |
| 9        | Jean-Éric Vergne    | Toro Rosso-Ferrari   | 1:49,348  | +2,293    | 23         |
| 10       | Esteban Gutiérrez   | Sauber-Ferrari       | 1:49,355  | +2,300    | 21         |
| 11       | Pastor Maldonado    | Williams-Renault     | 1:49,481  | +2,426    | 20         |
| 12       | Felipe Massa        | Ferrari              | 1:49,493  | +2,438    | 16         |
| 13       | Valtteri Bottas     | Williams-Renault     | 1:49,510  | +2,455    | 21         |
| 14       | Jenson Button       | McLaren-Mercedes     | 1:49,608  | +2,553    | 20         |
| 15       | Paul di Resta       | Force India-Mercedes | 1:49,887  | +2,832    | 18         |
| 16       | Adrian Sutil        | Force India-Mercedes | 1:50,092  | +3,037    | 20         |
| 17       | Nico Hülkenberg     | Sauber-Ferrari       | 1:50,222  | +3,167    | 17         |
| 18       | Daniel Ricciardo    | Toro Rosso-Ferrari   | 1:50,757  | +3,702    | 16         |
| 19       | Jules Bianchi       | Marussia-Cosworth    | 1:52,359  | +5,304    | 16         |
| 20       | Max Chilton         | Marussia-Cosworth    | 1:52,673  | +5,618    | 15         |
| 21       | Giedo van der Garde | Caterham-Renault     | 1:52,920  | +5,865    | 24         |
| 22       | Charles Pic         | Caterham-Renault     | 1:53,647  | +6,592    | 23         |

### Második szabadedzés
A szingapúri nagydíj második szabadedzését szeptember 20-án, pénteken éjszaka tartották.
| helyezés | versenyző           | csapat/motor         | elért idő | különbség | futott kör |
| -------- | ------------------- | -------------------- | --------- | --------- | ---------- |
| 1        | Sebastian Vettel    | Red Bull-Renault     | 1:44,249  | -         | 34         |
| 2        | Mark Webber         | Red Bull-Renault     | 1:44,853  | +0,604    | 30         |
| 3        | Nico Rosberg        | Mercedes             | 1:45,258  | +1,009    | 34         |
| 4        | Lewis Hamilton      | Mercedes             | 1:45,368  | +1,119    | 33         |
| 5        | Romain Grosjean     | Lotus-Renault        | 1:45,411  | +1,162    | 18         |
| 6        | Fernando Alonso     | Ferrari              | 1:45,691  | +1,442    | 32         |
| 7        | Jenson Button       | McLaren-Mercedes     | 1:45,754  | +1,505    | 30         |
| 8        | Kimi Räikkönen      | Lotus-Renault        | 1:45,778  | +1,529    | 32         |
| 9        | Adrian Sutil        | Force India-Mercedes | 1:46,002  | +1,753    | 27         |
| 10       | Sergio Pérez        | McLaren-Mercedes     | 1:46,025  | +1,776    | 31         |
| 11       | Daniel Ricciardo    | Toro Rosso-Ferrari   | 1:46,406  | +2,157    | 34         |
| 12       | Jean-Éric Vergne    | Toro Rosso-Ferrari   | 1:46,429  | +2,180    | 33         |
| 13       | Paul di Resta       | Force India-Mercedes | 1:46,606  | +2,357    | 33         |
| 14       | Nico Hülkenberg     | Sauber-Ferrari       | 1:46,808  | +2,559    | 36         |
| 15       | Felipe Massa        | Ferrari              | 1:46,870  | +2,621    | 33         |
| 16       | Esteban Gutiérrez   | Sauber-Ferrari       | 1:47,287  | +3,038    | 29         |
| 17       | Valtteri Bottas     | Williams-Renault     | 1:47,434  | +3,185    | 33         |
| 18       | Pastor Maldonado    | Williams-Renault     | 1:47,761  | +3,512    | 25         |
| 19       | Giedo van der Garde | Caterham-Renault     | 1:49,434  | +5,185    | 34         |
| 20       | Charles Pic         | Caterham-Renault     | 1:49,526  | +5,277    | 34         |
| 21       | Max Chilton         | Marussia-Cosworth    | 1:49,619  | +5,370    | 33         |
| 22       | Jules Bianchi       | Marussia-Cosworth    | 1:49,731  | +5,482    | 30         |

### Harmadik szabadedzés
A szingapúri nagydíj harmadik szabadedzését szeptember 21-én, szombaton este tartották.
| helyezés | versenyző           | csapat/motor         | elért idő | különbség | futott kör |
| -------- | ------------------- | -------------------- | --------- | --------- | ---------- |
| 1        | Sebastian Vettel    | Red Bull-Renault     | 1:44,173  | -         | 15         |
| 2        | Romain Grosjean     | Lotus-Renault        | 1:44,364  | +0,191    | 16         |
| 3        | Nico Rosberg        | Mercedes             | 1:44,741  | +0,568    | 18         |
| 4        | Mark Webber         | Red Bull-Renault     | 1:44,906  | +0,733    | 14         |
| 5        | Lewis Hamilton      | Mercedes             | 1:44,921  | +0,748    | 14         |
| 6        | Fernando Alonso     | Ferrari              | 1:45,257  | +1,084    | 13         |
| 7        | Sergio Pérez        | McLaren-Mercedes     | 1:45,500  | +1,327    | 12         |
| 8        | Nico Hülkenberg     | Sauber-Ferrari       | 1:45,876  | +1,703    | 19         |
| 9        | Jenson Button       | McLaren-Mercedes     | 1:45,890  | +1,717    | 13         |
| 10       | Felipe Massa        | Ferrari              | 1:45,935  | +1,762    | 13         |
| 11       | Jean-Éric Vergne    | Toro Rosso-Ferrari   | 1:46,084  | +1,911    | 15         |
| 12       | Kimi Räikkönen      | Lotus-Renault        | 1:46,147  | +1,974    | 13         |
| 13       | Pastor Maldonado    | Williams-Renault     | 1:46,338  | +2,165    | 17         |
| 14       | Daniel Ricciardo    | Toro Rosso-Ferrari   | 1:46,358  | +2,185    | 16         |
| 15       | Valtteri Bottas     | Williams-Renault     | 1:46,660  | +2,487    | 17         |
| 16       | Paul di Resta       | Force India-Mercedes | 1:46,879  | +2,706    | 16         |
| 17       | Esteban Gutiérrez   | Sauber-Ferrari       | 1:46,893  | +2,720    | 13         |
| 18       | Adrian Sutil        | Force India-Mercedes | 1:47,249  | +3,076    | 19         |
| 19       | Giedo van der Garde | Caterham-Renault     | 1:48,931  | +4,758    | 17         |
| 20       | Charles Pic         | Caterham-Renault     | 1:49,037  | +4,864    | 18         |
| 21       | Jules Bianchi       | Marussia-Cosworth    | 1:49,182  | +5,009    | 21         |
| 22       | Max Chilton         | Marussia-Cosworth    | 1:49,982  | +5,809    | 20         |

## Időmérő edzés
A szingapúri nagydíj időmérő edzését szeptember 21-én, szombaton tartották.
| helyezés              | rajtszám | versenyző           | csapat/motor         | 1. rész  | 2. rész  | 3. rész    | rajthely |
| --------------------- | -------- | ------------------- | -------------------- | -------- | -------- | ---------- | -------- |
| 1                     | 1        | Sebastian Vettel    | Red Bull-Renault     | 1:45,376 | 1:42,905 | 1:42,841   | 1        |
| 2                     | 9        | Nico Rosberg        | Mercedes             | 1:45,208 | 1:43,892 | 1:42,932   | 2        |
| 3                     | 8        | Romain Grosjean     | Lotus-Renault        | 1:45,851 | 1:43,957 | 1:43,058   | 3        |
| 4                     | 2        | Mark Webber         | Red Bull-Renault     | 1:45,271 | 1:43,727 | 1:43,152   | 4        |
| 5                     | 10       | Lewis Hamilton      | Mercedes             | 1:44,196 | 1:43,920 | 1:43,254   | 5        |
| 6                     | 4        | Felipe Massa        | Ferrari              | 1:45,658 | 1:44,376 | 1:43,890   | 6        |
| 7                     | 3        | Fernando Alonso     | Ferrari              | 1:45,115 | 1:44,153 | 1:43,938   | 7        |
| 8                     | 5        | Jenson Button       | McLaren-Mercedes     | 1:45,009 | 1:44,497 | 1:44,282   | 8        |
| 9                     | 19       | Daniel Ricciardo    | Toro Rosso-Ferrari   | 1:45,379 | 1:44,407 | 1:44,439   | 9        |
| 10                    | 12       | Esteban Gutiérrez   | Sauber-Ferrari       | 1:45,483 | 1:44,245 | idő nélkül | 10       |
| 11                    | 11       | Nico Hülkenberg     | Sauber-Ferrari       | 1:45,381 | 1:44,555 |            | 11       |
| 12                    | 18       | Jean-Éric Vergne    | Toro Rosso-Ferrari   | 1:45,657 | 1:44,588 |            | 12       |
| 13                    | 7        | Kimi Räikkönen      | Lotus-Renault        | 1:45,522 | 1:44,658 |            | 13       |
| 14                    | 6        | Sergio Pérez        | McLaren-Mercedes     | 1:45,164 | 1:44,752 |            | 14       |
| 15                    | 15       | Adrian Sutil        | Force India-Mercedes | 1:45,960 | 1:45,185 |            | 15       |
| 16                    | 17       | Valtteri Bottas     | Williams-Renault     | 1:45,982 | 1:45,388 |            | 16       |
| 17                    | 14       | Paul di Resta       | Force India-Mercedes | 1:46,121 |          |            | 17       |
| 18                    | 16       | Pastor Maldonado    | Williams-Renault     | 1:46,619 |          |            | 18       |
| 19                    | 20       | Charles Pic         | Caterham-Renault     | 1:48,111 |          |            | 19       |
| 20                    | 21       | Giedo van der Garde | Caterham-Renault     | 1:48,320 |          |            | 20       |
| 21                    | 22       | Jules Bianchi       | Marussia-Cosworth    | 1:48,830 |          |            | 21       |
| 22                    | 23       | Max Chilton         | Marussia-Cosworth    | 1:48,930 |          |            | 22       |
| 107%-os idő: 1:51,489 |          |                     |                      |          |          |            |          |

## Futam
A szingapúri nagydíj futamát szeptember 22-én, vasárnap rendezték.
| helyezés | rajtszám | versenyző           | csapat/motor         | futott kör | idő/kiesés oka | rajthely | pont |
| -------- | -------- | ------------------- | -------------------- | ---------- | -------------- | -------- | ---- |
| 1        | 1        | Sebastian Vettel    | Red Bull-Renault     | 61         | 1:59:13,132    | 1        | 25   |
| 2        | 3        | Fernando Alonso     | Ferrari              | 61         | +32,6          | 7        | 18   |
| 3        | 7        | Kimi Räikkönen      | Lotus-Renault        | 61         | +43,9          | 13       | 15   |
| 4        | 9        | Nico Rosberg        | Mercedes             | 61         | +51,1          | 2        | 12   |
| 5        | 10       | Lewis Hamilton      | Mercedes             | 61         | +53,1          | 5        | 10   |
| 6        | 4        | Felipe Massa        | Ferrari              | 61         | +63,8          | 6        | 8    |
| 7        | 5        | Jenson Button       | McLaren-Mercedes     | 61         | +83,3          | 8        | 6    |
| 8        | 6        | Sergio Pérez        | McLaren-Mercedes     | 61         | +83,8          | 14       | 4    |
| 9        | 11       | Nico Hülkenberg     | Sauber-Ferrari       | 61         | +84,2          | 11       | 2    |
| 10       | 15       | Adrian Sutil        | Force India-Mercedes | 61         | +84,6          | 15       | 1    |
| 11       | 16       | Pastor Maldonado    | Williams-Renault     | 61         | +88,4          | 18       |      |
| 12       | 12       | Esteban Gutiérrez   | Sauber-Ferrari       | 61         | +97,8          | 10       |      |
| 13       | 17       | Valtteri Bottas     | Williams-Renault     | 61         | +105,161       | 16       |      |
| 14       | 18       | Jean-Éric Vergne    | Toro Rosso-Ferrari   | 61         | +113,512       | 12       |      |
| 15       | 2        | Mark Webber         | Red Bull-Renault     | 60         | erőforrás      | 4        |      |
| 16       | 21       | Giedo van der Garde | Caterham-Renault     | 60         | +1 kör         | 20       |      |
| 17       | 23       | Max Chilton         | Marussia-Cosworth    | 60         | +1 kör         | 22       |      |
| 18       | 22       | Jules Bianchi       | Marussia-Cosworth    | 60         | +1 kör         | 21       |      |
| 19       | 20       | Charles Pic         | Caterham-Renault     | 60         | +1 kör         | 19       |      |
| 20       | 14       | Paul di Resta       | Force India-Mercedes | 54         | baleset        | 17       |      |
| ki       | 8        | Romain Grosjean     | Lotus-Renault        | 37         | erőforrás      | 3        |      |
| ki       | 19       | Daniel Ricciardo    | Toro Rosso-Ferrari   | 23         | baleset        | 9        |      |

## A világbajnokság állása a verseny után
| H   | Versenyzők       | Pont | H   | Konstruktőrök        | Pont |
| --- | ---------------- | ---- | --- | -------------------- | ---- |
| 1.  | Sebastian Vettel | 247  | 1.  | Red Bull-Renault     | 377  |
| 2.  | Fernando Alonso  | 187  | 2.  | Ferrari              | 274  |
| 3.  | Lewis Hamilton   | 151  | 3.  | Mercedes             | 267  |
| 4.  | Kimi Räikkönen   | 149  | 4.  | Lotus-Renault        | 206  |
| 5.  | Mark Webber      | 130  | 5.  | McLaren-Mercedes     | 76   |
| 6.  | Nico Rosberg     | 116  | 6.  | Force India-Mercedes | 62   |
| 7.  | Felipe Massa     | 87   | 7.  | Toro Rosso-Ferrari   | 31   |
| 8.  | Romain Grosjean  | 57   | 8.  | Sauber-Ferrari       | 19   |
| 9.  | Jenson Button    | 54   | 9.  | Williams-Renault     | 1    |
| 10. | Paul di Resta    | 36   | 10. | Marussia-Cosworth    | 0    |

(A teljes táblázat)

## Statisztikák
- Vezető helyen:
  - Sebastian Vettel : 61 kör (1-61)
- Sebastian Vettel 41. pole-pozíciója, 33. győzelme, 20. leggyorsabb köre.
- A Red Bull 41. győzelme.
- Sebastian Vettel 56., Fernando Alonso 94., Kimi Räikkönen 76. dobogós helyezése.